# Могилівський повіт (Трансністрія)
Могилі́вський пові́т (рум. Județul Moghilău) — адміністративно-територіальна одиниця губернаторства Трансністрія в роки Другої світової війни. Містився на території нинішньої Вінницької області України. Центром повіту був Могилів-Подільський.

## Географія

Лежав у північній частині Придністров'я. Межував на заході з Барським гебітом генеральної округи Волинь-Поділля, на півночі — з Вінницьким, а на сході — з Немирівським гебітом генеральної округи Житомир райхскомісаріату Україна, на південному сході і півдні — з Тульчинським і Жугастрівським повітами, а на північному заході, по річці Дністер, — з повітом Сорока губернаторства Бессарабія.

## Адміністративно-територіальний поділ
Адміністративно поділявся на два міста — Могилів (де перебував префект повіту) і Жмеринка (розташована на північно-східному краї повіту) та шість районів: Копайгородський (рум. Raionul Copaigorod), Краснянський (рум. Raionul Crasnoe), Яришівський (рум. Raionul Iarișev), Шаргородський (рум. Raionul Sargorod), Станіславчицький (рум. Raionul Stanislavcic) і Жмеринський (рум. Raionul Șmerinca)